# Ядерний Ґанді

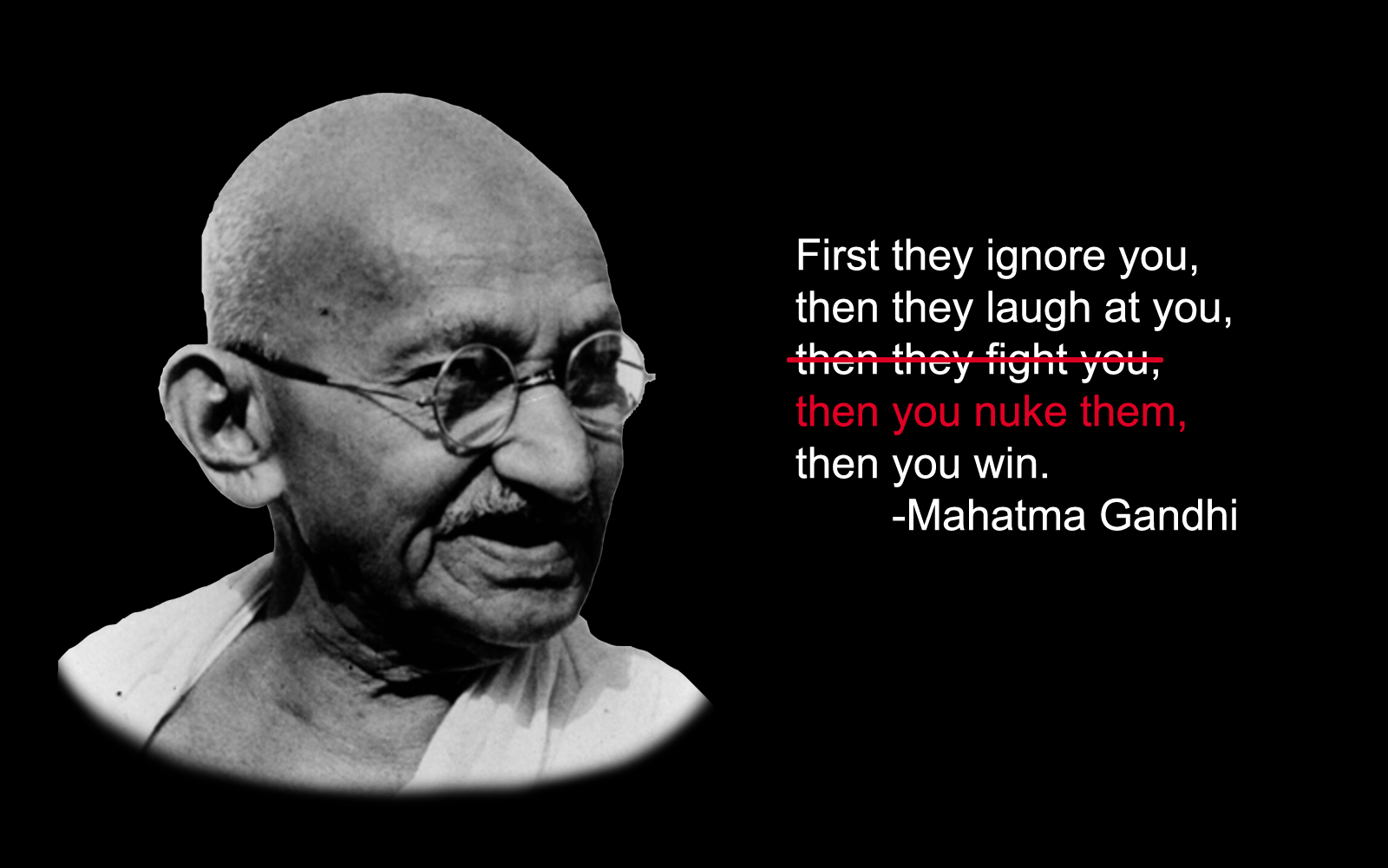
Один із прикладів інтернет-мему

Ядерний Ґанді — відомий інтернет-мем та відеоігрова міська легенда, яка бере витоки з гри Civilization. Згідно з легендою, існував баг у Civilization, який рано чи пізно призводив до того, що індійський лідер пацифіст Махатма Ґанді ставав надзвичайно агресивним та починав постійно використовувати ядерну зброю.
Перші згадки про баг датуються 2012 роком, тобто через два роки після релізу Civilization V. Згодом він став одним із найвпізнаваніших відеоігрових глюків. Його використовують як приклад переповнення цілих чисел у комп'ютерній науці, а також баг активно додається в усі ігри серії Civilization у якості пасхального яйця.
У 2020 році Сід Мейєр заперечив існування багу в оригінальній Civilization 1991 року. За його словами, «Ядерний Ґанді» був вперше доданий у Civilization V у якості жарту.

## Опис багу та історія

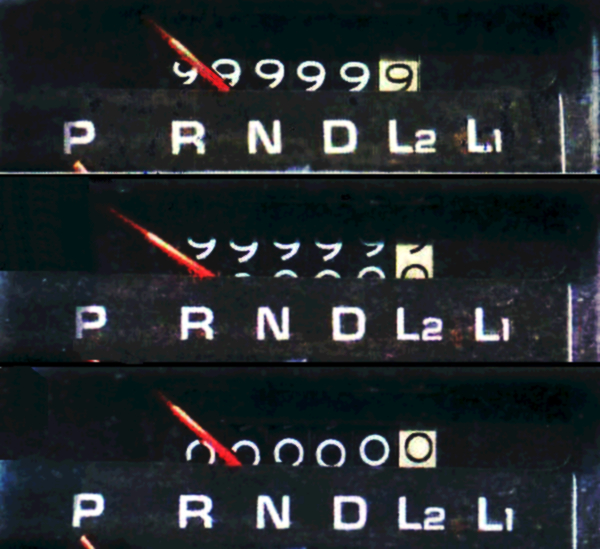
Ціле переповнення можна пояснити одометром: на шестизначному одометрі нулю передує 999999; а у восьмирозрядній цілочисельній змінній нуль з'являється після 255

Згідно з легендою, штучний інтелект кожного лідера в Civilization мав параметр, який описував його або її агресію за шкалою від 1 до 10. 1 був найменш агресивним, а 10 — найбільш агресивним. За іншими даними, агресія вираховувалась за шкалою від 1 до 12. Індійський лідер Махатма Ґанді був єдиним лідером у грі з найнижчим показником агресивності, тобто 1 і, як наслідок, міг вести лише оборонні війни. Після того, як Штучний Інтелект змінював форму уряду на демократію, якій, як правило, віддавали перевагу мирні країни, такі як Індія, рівень агресії знижувався ще на 2. У випадку з Ґанді це призводило б до від'ємного рівня агресії -1. Однак рівень агресії зберігався як 8-бітова беззнакова ціла змінна, яка зберігає значення в діапазоні від 0 до 255 (або 28 -1). Отже, від'ємне значення призводило б до переповнення цілого числа, при цьому значення змінювалось на 255 та зберігалось у такому вигляді. Таким чином, Ґанді стає приблизно в 25 разів більш агресивним, ніж інші найагресивніші лідери гри. У технологічному дереві Civillization ядерна зброя, як правило, розблоковується лише після демократії, тому рівень агресії Ґанді вже підскочив би до того моменту, коли Індія відкривала ядерну зброю. Це призводило до того, що Індія раптово атакувала ядерними ракетами інші цивілізації. Баг був нібито виправлений, але розробникам він настільки сподобався, що вони вирішили повторно застосувати його в наступних іграх у якості пасхального яйця та жарту. Згідно з іншими джерелами, помилка вперше з'явилася в Civilization II.
Насправді, за словами головного ігрового дизайнера серії Civilization II Брайана Рейнольдса, у Civilization існувало лише три можливих рівні агресії, і, попри те, що Штучний Інтелект Ґанді мав найнижчий можливий рівень агресії, той же рівень і в третини інших лідерів. Крім того, на основі своїх спогадів про вихідний код Civilization, Рейнольдс заявив, що в цьому розділі коду немає непідписаної змінної, і що лідери не можуть діяти агресивніше, ніж найагресивніші лідери гри. Лідер із рівнем агресії 255 діяв би так само, як лідер із рівнем агресії 3. За словами Сіда Мейєра, оскільки всі цілочисельні змінні за замовчуванням підписані як на C, так і на C++ (мови програмування Civilization і Civilization II відповідно), переповнення не відбулося б, якби агресивність Ґанді була б встановлена на -1; мало того, форма уряду взагалі не впливає на агресивність Штучного Інтелекту, тому рівень агресії Ґанді залишався б незмінним протягом усієї гри. Під час війн Індія могла застосовувати ядерну зброю, як і будь-яка інша цивілізація, але Ґанді не застосовував її частіше, ніж, наприклад, Авраам Лінкольн або будь-які інші мирні лідери. Одним із можливих джерел появи легенди можливо є схильність Індії до відкриття ядерної технології раніше за інших лідерів. Так відбувалось через науковий та мирний характер цивілізації

## Прояв у грі

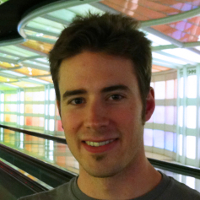
Джон Шафер зробив Ганді прихильником ядерної зброї у Civilization V

Починаючи з Civilization IV, з'явилося популярне помилкове твердження про те, що Ґанді залишався, як і раніше, запрограмованим на схильність використовувати ядерну зброю і що ця схильність була додана у вигляді пасхального яйця, але на справді Firaxis не додавала цю властивість навмисно. Першим же навмисним додаванням Ядерного Ґанді відбулось у Civilization V. Провідний ігровий дизайнер Civilization V Джон Шафер встановив для Ґанді параметри «Будувати ядерну боєголовку» та «Використовувати ядерну боєголовку» на найвищий показник — 12. Шафер сказав, що він зробив це заради жарту: «Цікаво уявити, що індійський політик, який просуває Сатьяграху, може мати бажання підірвати сусідів». Після виходу гри в 2010 році гравці помітили невідповідну поведінку Ґанді; вона була розглянута у коміксі серіїThe Escapist «Critical Miss». Гравці дали індійському лідерові прізвисько — Ґанді «Термоядерний», «Руйнівник світів» і «Курчатов».

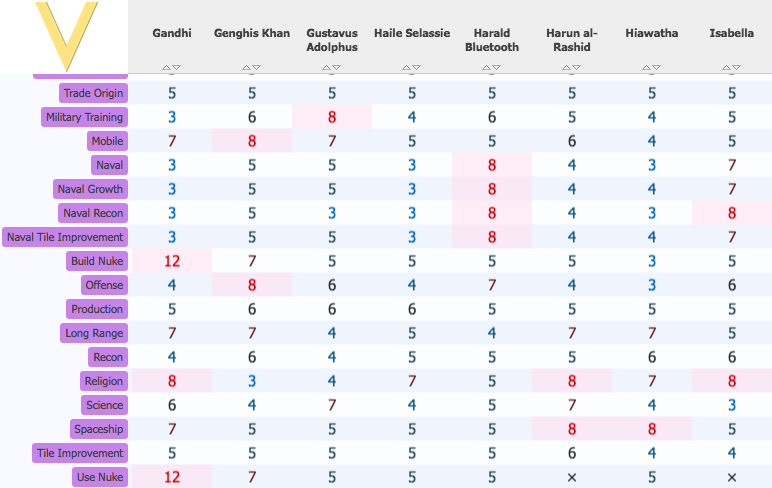
Конфігурація штучного інтелекту Civilization V. Чітко видно високі значення «Побудувати ядерну зброю» та «Використовувати ядерну зброю» в Ґанді

Ґанді насправді є одним з наймирніших лідерів у Civilization V, але його параметри штучного інтелекту, що контролюють створення та використання ядерної зброї, мають значення 12, що є найвищим показником серед усіх лідерів. Наступні три лідери мають значення 8, а більшість лідерів мають значення від 4 до 6. Щоб внести більше різноманітності в ігровий процес, на початку кожної гри Civilization V коригує ці параметри, додаючи випадкове значення від −2 до +2 до кожного з цих двох значень; у випадку з Ґанді це означає, що параметри «Build Nuke» («Будувати ядерну боєголовку») та «Use Nuke» («Використовувати ядерну боєголовку») ніколи не будуть нижчими за максимальне значення, яке становить 10 з 10.
Civilization VI представила секретну механіку цілей, яка регулює поведінку штучного інтелекту. Кожен лідер має дві цілі: перша — стала і базується на реальній історії кожної цивілізації, а друга обирається випадковим чином на початку кожної гри. Фіксована мета Ґанді — «Миротворець»: тобто він найменш схильний до воєн. Однак він має підвищену ймовірність отримати у якості другої мети «Ядерний Агресор»

## Перетворення в мем
На початку 2012 року, за 21 рік після виходу оригінальної Civilization, користувач порталу TV Tropes на ім'я Tunafish почав стверджувати, що в Civilization існував баг, який змушував Ґанді бути набагато агресивнішим. При цьому Tunafish не надавав жодних цьому доказів. У листопаді та сама інформація була додана до Wikia. За словами Сіда Мейєра, протягом наступних двох років історія поширилася в Інтернеті, і кожного разу, коли хтось ставив її під сумнів, їх направляли на посилання на це вікі.
У 2014 році ця історія набула великого розголосу після того, як новий комікс «Critical Miss» викликав дискусію в розділі коментарів на Reddit щодо того, чому Ґанді зробили настільки агресивним. Через 10 днів вебсайт новин про відеоігри Kotaku опублікував статтю «Чому Ґанді такий козел у Civilization», яка спонукала інші новинні вебсайти та блоги перевидавати цю інформацію. Через такий інтерес з боку ЗМІ та блогосфери багато фанатів серії відкрили для себе цю історію, і «Ядерний Ґанді» став звичним відеоігровим Інтернет-мемом та жартом. Мало того, завдяки ефекту Мандели багато людей пригадували, як їх дратувала Індія в перших іграх серії Civilization. Пізніше інформація про «Ядерного Ґанді» була додана до «Know Your Meme», де говорилося, що баг вперше з'явився у Civilization II.
18 червня 2019 року менеджер з маркетингу Firaxis Games Кевін Шульц опублікував твіт, в якому заявив, що буде у режимі офлайн на два тижні через відрядження до Китаю, і запропонував поміркувати над питанням: «А якщо широко поширена та повторена публікація про любов Ґанді до ядерних бомб в оригінальній Civilization, спричинена багом, абсолютно помилкова?» Це змусило колишнього оглядача Eurogamer Кріса Братта розпочати журналістське розслідування.
Братт зв'язався з відділом PR 2K і попросив інтерв'ю з представником Firaxis, але його прохання було відхилено. Потім Братт зв'язався з екс-дизайнером ігор Firaxis Брюсом Шеллі, який заявив, що не пам'ятає, чи існував баг, оскільки Civilization розроблялась аж 30 років тому: «Я погано пам'ятаю якусь там проблему з Ґанді, але вам краще поспілкуватись із Сідом Мейєром». Наступним, з ким зв'язався Братт, був провідній ігровий дизайнер Civilization II Брайан Рейнольдс, який відповів: «Хоча минуло ~20 років з того часу, як я бачив код Civ 1, я все ще можу сказати вам із впевненістю на 99,99 %, що помилка Ґанді абсолютно апокрифічна». Братт ще раз зв'язався з 2K та Сідом Майєром, але прямого спростування він не отримав. Мейєр заявив, що не знає правильної відповіді, але вважає, що міська легенда — це добре: «Враховуючи обмеженість технологій того часу, оригінальна Civ багато в чому була грою, яка відбувалася головним чином в уяві гравців», тому «я б не хотів обмежувати те, що може уявити гравець, своїми власними думками». Братт опублікував відео на YouTube із висновками свого розслідування.
Пізніше в інтерв'ю Ars Technica Сід Мейєр заявив, що історія про баг програмного забезпечення Ґанді була сфабрикованою. 8 вересня 2020 року вийшла автобіографія Сід Мейєра «Мемуари Сід Мейєра !: Життя в комп'ютерних іграх». У ній містилось багато детальної інформації про формування цієї легенди.

## Вплив
Легенда про «Ядерного Ґанді» — один з найвпізнаваніших багів в історії відеоігор. Він породив велику кількість інтернет-мемів. Баг також використовується, як приклад переповнення цілих чисел на курсі інформатики в Гарвардському університеті.